# Hélder Barros
Pour les articles homonymes, voir Barros.
Hélder Barros est un économiste et homme politique santoméen. Il est ministre de l'Économie par deux fois, en 1994 et en 2001-2002 pendant le gouvernement d'Evaristo Carvalho.

## Biographie
Dès l'âge de 23 ans, Hélder Barros contribue à la lutte pour l'indépendance de sa région en organisant des programmes de radio pour le mouvement d'indépendance situé à Libreville, au Gabon.
Il obtient une maîtrise à la California Coast University (en), et rejoint l'Organisation des nations unies en 1982 au Niger. Durant la décennie suivante, il travaille dans le siège social de New York et à la résolution des conflits de plusieurs pays africains dans le cadre du mandat de l'organisation. Il a été coordinateur pour les services dans le nord de l'Irak puis adjoint spécial pour la mission des Nations unies en Angola (2002-2003). Entre 2008 et 2014, il devient chef du Bureau pour la mission de l'ONU à la République démocratique du Congo. En 2014, Barros commence des études de troisième cycle en relations internationales à la London School of Economics.
Après son échec à l'élection présidentielle de 2011 (0,69 %), il annonce le 17 juin 2016 se présenter à celle de la même année,. Il y finit dernier avec 0,28 % des voies.